# Blueshirts de Toronto
Les Blueshirts de Toronto était le surnom d'une équipe de hockey sur glace de l'Association nationale de hockey en Amérique du Nord au début du XXe siècle. Le nom officiel de l'équipe est le Club de Hockey de Toronto, le club évoluant dans la ville de Toronto dans la province de l'Ontario au Canada.
Créée en 1912, l'équipe remporte la Coupe Stanley lors de sa deuxième saison mais est obligée de mettre fin à ses activités en 1917, en raison de problèmes récurrents du propriétaire de l'équipe, Edward Livingstone, avec les autres propriétaires de l'ANH.

## Historique

### La création de l'équipe
L'Association nationale de hockey est créée en 1909 et avant sa troisième saison en 1911, ses dirigeants annoncent qu'ils souhaitaient mettre en place une nouvelle franchise à Toronto et qu'elle serait gérée par le joueur des Sénateurs d'Ottawa, Bruce Ridpath.
À l'époque la ville ne possède pas de patinoire avec glace artificielle mais en 1911, les travaux de construction du Mutual Street Arena commencent. Peu de temps après, le nom du futur président, Percy Quinn, est annoncé. Il est alors également le président d'une association de crosse.
Les Tecumsehs de Toronto se voient également attribués une franchise de l'ANH en 1911 et le programme de la saison 1911-1912 est dévoilé avec la participation de deux équipes de la ville. Les premiers matchs dans la capitale de l'Ontario sont prévus pour début février mais très vite, il apparaît que les délais de construction ne seront pas tenus. Ainsi, mi-décembre, l'ANH annonce que le championnat se jouera sans les équipes de Toronto.

### Les débuts de l'équipe et la première Coupe Stanley

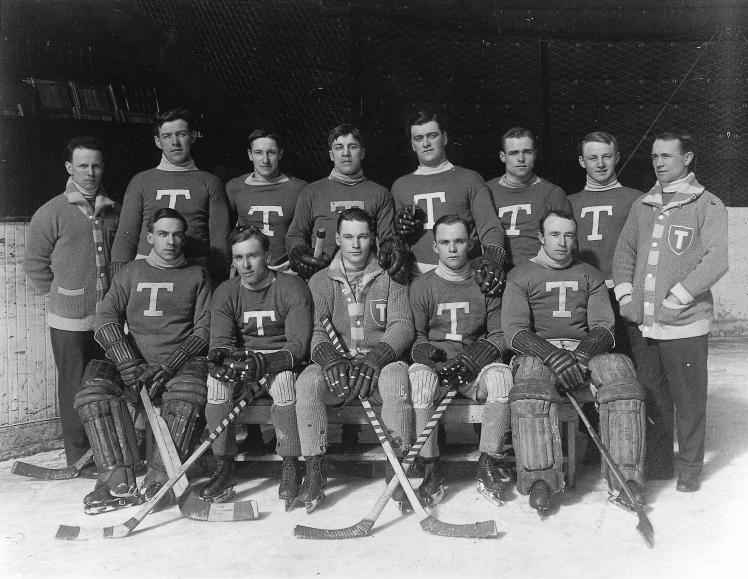
Les Torontos, champions de la coupe Stanley 1913-14.
Rang du bas : Claude Wilson - Frank Foyston - Scotty Davidson - Harry Cameron - Hap Holmes
Rang du haut : Dick Carroll, Con Corbeau, Roy McGiffin, Jack Marshall, George McNamara, Jack Walker, Cully Wilson, Frank Carroll.

Les Blueshirts jouent leur premier match le 25 décembre 1912 devant 4 000 spectateurs. La première équipe est dirigée par Ridpath et par l'entraîneur Tom Humphrey, vite remplacé par le joueur - entraîneur Jack Marshall. Elle se compose de Cully Wilson, Hap Holmes, Harry Cameron, Frank Foyston et Frank Nighbor et finit à la troisième place à égalité.
En 1914, les Blueshirts sont dans leur second saison et finissent à la première place de l'ANH, à égalité de points avec les Canadiens de Montréal. Les deux équipes étant à égalité, une série est jouée pour déterminer le vainqueur de la Coupe Stanley. Le premier match est joué dans l'Aréna de Westmount des Canadiens le 7 mars 1914 et Georges Vézina, portier des Canadiens, arrête l'intégralité des tirs de Toronto pour une victoire 2-0. Le premier but de l'histoire des Canadiens en série est inscrit par Harry Scott alors que Donald Smith vient doubler la mise. La tendance s'inverse lors du second match de la série avec une victoire 6-0 de Toronto, dont deux buts de leur capitaine, Scotty Davidson, victoire qui leur donne la Coupe Stanley. Ils battent par la suite les Aristocrats de Victoria de l'Association de hockey de la Côte du Pacifique. La saison suivante, l'équipe finit quatrièmes sur six avec huit victoires et douze défaites et en 1915, Edward J. Livingstone, propriétaire des Ontarios de Toronto, achète les Blueshirts.
Quand les fondateurs de la PCHA, Franck et Lester Patrick créent une nouvelle franchise, les Metropolitans de Seattle, il semble que leur seul but est de vider l'équipe des Blueshirts. Wilson, Foyston, Holmes et Harry Cameron partent de l'équipe qui finit dernière de l'ANH en 1915-16.

### La fin de l'équipe
Livingstone était connu pour avoir des rapports conflictuels avec les autres présidents, plus particulièrement avec Sam Lichtenhein des Wanderers de Montréal et la création d'une seconde équipe dans l'ANH à Toronto, le 228e bataillon de Toronto ne fait qu'empirer les choses. Les propriétaires des Canadiens de Montréal, des Wanderers de Montréal, des Sénateurs d'Ottawa et des Bulldogs de Québec se réunissent à l'Hôtel Windsor et décident en 1917 de former une nouvelle ligue afin d'exclure Livingston et ses Blueshirts. Dans le même temps, les Arenas de Toronto sont créés et occupent le Mutual Street Arena, mettant fin aux espoirs de Livingston de faire durer son équipe.

## Saisons après saisons

### Palmarès
L'équipe a gagné une fois la Coupe Stanley, en mars 1914 en battant successivement les Canadiens de Montréal de l'ANH puis les Aristocrats de Victoria de l'Association de hockey de la Côte du Pacifique sur le score 3 à 0.

### Résultats détaillés
| Saison    | PJ | V  | D  | N | Pts | BP  | BC  | Classement          | Parcours lors des séries |
| --------- | -- | -- | -- | - | --- | --- | --- | ------------------- | --- |
| 1912–1913 | 20 | 9  | 11 | 0 | 18  | 86  | 95  | Troisièmes de l'ANH | Non qualifiés |
| 1913-1914 | 20 | 13 | 7  | 0 | 26  | 93  | 65  | Premiers de l'ANH   | Victoire en finale de l'ANH 6-2 contre les Canadiens de Montréal Victoire en finale de la Coupe Stanley 3-0 contre les Aristocrats de Victoria |
| 1914-1915 | 20 | 8  | 12 | 0 | 16  | 66  | 84  | Quatrièmes de l'ANH | Non qualifiés |
| 1915-1916 | 24 | 9  | 14 | 1 | 19  | 97  | 98  | Cinquièmes de l'ANH | Non qualifiés |
| 1916-1917 | 10 | 5  | 5  | 0 | 10  | 50  | 45  | Quatrièmes de l'ANH | Équipe suspendue lors de la deuxième partie de la saison                                                                                       |
| 1916-1917 | 4  | 2  | 2  | 0 | 4   | 14  | 16  | --                  | Équipe suspendue lors de la deuxième partie de la saison                                                                                       |
| Bilan     | 98 | 46 | 51 | 1 | 93  | 406 | 403 | --                  | Une Coupe Stanley |